# Sciopsyche
Sciopsyche är ett släkte av fjärilar. Sciopsyche ingår i familjen björnspinnare.
Kladogram enligt Catalogue of Life:
| Sciopsyche | \| \| Sciopsyche cinerea \| \| \| \| \| \| Sciopsyche remissa \| \| \| \| \| \| Sciopsyche tropica \| \| \| \| |
|            | \| \| Sciopsyche cinerea \| \| \| \| \| \| Sciopsyche remissa \| \| \| \| \| \| Sciopsyche tropica \| \| \| \| |
|            | Sciopsyche cinerea                                                                                             |
|            | |
|            | Sciopsyche remissa                                                                                             |
|            | |
|            | Sciopsyche tropica                                                                                             |
|            | |